# Роттенбух
Роттенбух (нем. Rottenbuch) — община в Германии, в земле Бавария. 
Подчиняется административному округу Верхняя Бавария. Входит в состав района Вайльхайм-Шонгау.  Население составляет 1794 человека (на 31 декабря 2010 года). Занимает площадь 31,45 км².